# Engyprosopon rostratum
Engyprosopon rostratum är en fiskart som beskrevs av Amaoka, Mihara och Rivaton, 1993. Engyprosopon rostratum ingår i släktet Engyprosopon och familjen tungevarsfiskar. Inga underarter finns listade i Catalogue of Life.